# 37 Большой Медведицы
37 Большой Медведицы (лат. 37 Ursae Majoris), HD 91480 — одиночная звезда в созвездии Большой Медведицы на расстоянии приблизительно 87,5 световых лет (около 26,8 парсеков) от Солнца. Видимая звёздная величина звезды — +5,15m. Возраст звезды оценивается как около 1,5 млрд лет.

## Характеристики
37 Большой Медведицы — жёлто-белая звезда спектрального класса F2V. Радиус — около 1,55 солнечного, светимость — около 5,04 солнечных. Эффективная температура — около 6898 К.